# Acropolitis ptychosema
Acropolitis ptychosema is een vlinder uit de onderfamilie Tortricinae van de familie bladrollers (Tortricidae). De wetenschappelijke naam van de soort is voor het eerst geldig gepubliceerd in 1927 door Turner.

## Type
- holotype: "male"
- instituut: ANIC, CSIRO, Canberra, Australian Capital Territory, Australië
- typelocatie: "Australia, Tasmania, Cradle Mt"